# 曾建華
曾 建華（Tsang Kin-Wah / ツァン・キンワー）は、中国の芸術家。

## 経歴
- 1976年：中国広東省汕頭市生まれ
- 1996年 - 2000年：香港中文大学芸術専攻（学士号）
- 2002年 - 2003年：ロンドン・インスティテュート・カンバーウェル芸術大学、ブックアート専攻（修士号）

## 受賞歴
- 2001年 - 香港アート・ビエンナーレ2001（優秀賞）
- 2004年 - 香港国際ポスター・トリエンナーレ2004（テーマ性のある空間カテゴリー:銅賞）
- 2005年 - ソブリン・アジア美術賞（最優秀賞）、香港
- 2007年 - TDC賞、東京

## 主な個展
- 2006年 - 「ショーケース:ツァン・キンワー」、Art-U room、東京都
- 2011年 - 「MAMプロジェクト015:ツァン・キンワー」、森美術館、東京都